# Köthen
Köthen (Anhalt) je město v německé spolkové zemi Sasko-Anhaltsko. Má 30 tisíc obyvatel a status okresního města (Kreisstadt). Vzniklo na místě dávného osídlení, ve středověku germánského i slovanského, poprvé je doloženo z roku 1115. 
Působili zde barokní hudební skladatel Johann Sebastian Bach a romantický básník a literát Joseph von Eichendorff.

## Partnerská města
- Siemianowice Śląskie, Polsko, od roku 1993
- Wattrelos, Francie, od roku 1990
- Langenfeld, Německo, od roku 1990
- Lüneburg, Německo, od roku 1990[2]